# Zufallsvariable
In der Stochastik ist eine Zufallsvariable eine Größe, deren Wert vom Zufall abhängig ist. Formal ist eine Zufallsvariable eine Funktion, die jedem möglichen Ergebnis eines Zufallsexperiments eine Größe zuordnet. Ist diese Größe eine reelle Zahl, so spricht man von einer reellen Zufallsvariablen oder Zufallsgröße. Beispiele für reelle Zufallsvariablen sind die Augensumme von zwei geworfenen Würfeln und die Gewinnhöhe in einem Glücksspiel. Zufallsvariablen können aber auch komplexere mathematische Objekte sein, wie Zufallsfelder, Zufallsbewegungen, Zufallspermutationen oder Zufallsgraphen. Über verschiedene Zuordnungsvorschriften können einem Zufallsexperiment auch verschiedene Zufallsvariablen zugeordnet werden.
Den einzelnen Wert, den eine Zufallsvariable bei der Durchführung eines Zufallsexperiments annimmt, nennt man Realisierung oder im Falle eines stochastischen Prozesses einen Pfad. Bei der Zufallszahlenerzeugung werden Realisierungen spezieller Zufallsexperimente als Zufallszahlen bezeichnet.

## Alternative Bezeichnungen
Heutzutage ist Zufallsvariable die gängigste Bezeichnung; in älterer Literatur finden sich aber auch zufällige Variable, zufällige Größe, zufällige Veränderliche, zufälliges Element, Zufallselement und Zufallsveränderliche
Während A. N. Kolmogorow zunächst von durch den Zufall bestimmten Größen sprach, führte er 1933 den Begriff zufällige Größe ein und sprach später von Zufallsgrößen. Im Jahr 1933 ist auch schon der Begriff Zufallsvariable in Gebrauch. Bereits 1935 ist der Begriff zufällige Variable nachweisbar. Später hat sich (ausgehend vom englischen random variable, das sich gegen chance variable und stochastic Variable  durchsetzte) der etwas irreführende Begriff Zufallsvariable durchgesetzt.

## Einführung
Die Grundidee hinter der Zufallsvariable ist es, den Zufall mit Hilfe des Begriffes der Funktion zu modellieren. Dies wird einige Vorteile mit sich bringen. Angenommen, wir betrachten ein Zufallsexperiment, welches nur zwei Ausgänge hat, welche wir mit {\displaystyle \omega _{1}} und {\displaystyle \omega _{2}} notieren. Mit Hilfe der Funktion können wir nun eine „zufällige Variable“ definieren, die berücksichtigt, ob {\displaystyle \omega _{1}} oder {\displaystyle \omega _{2}} eingetroffen ist.

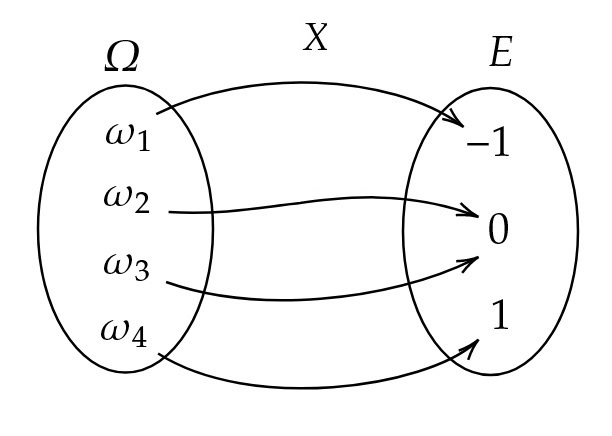
Ein Beispiel einer Zufallsvariable. Die Menge steht für eine beliebige Menge, welche die Zahlen enthält.

Dies geschieht durch die Funktion
{\displaystyle X(\omega )={\begin{cases}a_{1},&\quad {\text{wenn }}\omega =\omega _{1},\\a_{2},&\quad {\text{wenn }}\omega =\omega _{2}.\end{cases}}}
wobei die Werte {\displaystyle a_{1}} und {\displaystyle a_{2}} vom Experiment abhängen, welches man modelliert. Man nennt
- {\displaystyle \omega _{1}} und {\displaystyle \omega _{2}} Ergebnisse und zusammen bilden sie den Ergebnisraum {\displaystyle \Omega =\{\omega _{1},\omega _{2}\}}. Welches dieser Ergebnisse eintritt, wissen wir a priori nicht.
- {\displaystyle a_{1}} und {\displaystyle a_{2}} Realisierungen der Zufallsvariable.

Wir notieren die Menge der Realisierungen mit {\displaystyle E=\{a_{1},a_{2}\}}. In den meisten Fällen wählt man für {\displaystyle E} entweder die reellen Zahlen {\displaystyle \mathbb {R} } oder eine diskrete Menge wie zum Beispiel {\displaystyle \mathbb {N} } oder {\displaystyle \mathbb {Z} }. Allgemeiner kann {\displaystyle E} aber auch {\displaystyle \mathbb {R} ^{n}}, ein Banach-Raum oder ein topologischer Vektorraum sein.
Eine Zufallsvariable ist somit eine Abbildung der Form {\displaystyle X\colon \Omega \to E}.
- Beispiel (Münzwurf):  Wir möchten einen Münzwurf modellieren. Seien {\displaystyle \omega _{1}={\text{Kopf}}} und {\displaystyle \omega _{2}={\text{Zahl}}} das zufällige Ergebnis des Münzwurfs und {\displaystyle \Omega =\{\omega _{1},\omega _{2}\}}. Nun können wir verschiedene Zufallsvariablen bilden, zum Beispiel eine Wette, bei der 1 EUR ausgezahlt wird, wenn Zahl erscheint und sonst nichts. Dann ist die Auszahlungssumme die Zufallsvariable

{\displaystyle X(\omega )={\begin{cases}0,&\quad {\text{wenn }}\omega =\omega _{1},\\1,&\quad {\text{wenn }}\omega =\omega _{2},\end{cases}}}
Wir haben also {\displaystyle a_{1}=0} und {\displaystyle a_{2}=1} gewählt, hätten wir hingegen bei falscher Wette 1 EUR bezahlen müssen, dann hätten wir uns für {\displaystyle a_{1}=-1} entschieden.
- Beispiel (Würfelwurf):  Wir möchten einen Würfelwurf modellieren. Seien {\displaystyle \omega _{1}=1,\omega _{2}=2,\dots ,\omega _{6}=6}, dann ist {\displaystyle \Omega =\{\omega _{1},\omega _{2},\dots ,\omega _{6}\}} und der Würfel die Zufallsvariable

{\displaystyle X(\omega )=\omega .}
- Beispiel (2-facher Münzwurf):  Wir möchten den 2-fachen Münzwurf modellieren. Die Ergebnismenge ist {\displaystyle \Omega =\{(K,K),(K,Z),(Z,Z),(Z,K)\}}, ihre Elemente haben die Form {\displaystyle \omega =\left(\omega _{1},\omega _{2}\right)}. Wettet man bei zwei Münzwürfen beide Male auf Kopf, so lassen sich beispielsweise folgende Zufallsvariablen untersuchen:

1. {\displaystyle X_{1}(\omega ):=X(\omega _{1})\in \{0,1\}} als Auszahlung nach der ersten Wette,
2. {\displaystyle X_{2}(\omega ):=X(\omega _{2})\in \{0,1\}} als Auszahlung nach der zweiten Wette,
3. {\displaystyle S(\omega ):=X(\omega _{1})+X(\omega _{2})\in \{0,1,2\}} als Summe der beiden Auszahlungen.

Zufallsvariablen werden üblicherweise mit einem Großbuchstaben bezeichnet (hier {\displaystyle X,X_{1},X_{2},S}), während man für die Realisierungen die entsprechenden Kleinbuchstaben verwendet (zum Beispiel {\displaystyle x=0}, {\displaystyle x_{1}=1}, {\displaystyle x_{2}=0}, {\displaystyle s=1}).
Im Münzwurf-Beispiel hat die Menge {\displaystyle \Omega =\{{\text{Kopf}},{\text{Zahl}}\}} eine konkrete Interpretation. In der weiteren Entwicklung der Wahrscheinlichkeitstheorie ist es oft zweckmäßig, die Elemente von {\displaystyle \Omega } als abstrakte Repräsentanten des Zufalls zu betrachten, ohne ihnen eine konkrete Bedeutung zuzuweisen, und dann sämtliche zu modellierende Zufallsvorgänge als Zufallsvariable zu erfassen.

### Notation
Häufig verzichtet man auf die Schreibweise {\displaystyle X(\omega _{i})=a_{i}} und benutzt stattdessen die Kurzschreibweise {\displaystyle X=a_{i}}. Dies sollte aber nicht falsch verstanden werden, denn es handelt sich hier nur um eine Abkürzung für {\displaystyle X(\omega _{i})=a_{i}} respektive für die Menge aller {\displaystyle \omega }, so dass {\displaystyle X(\omega )=a_{i}}.

### Elemente der Maßtheorie
Damit man über Wahrscheinlichkeiten sprechen kann, müssen die Räume {\displaystyle \Omega } und {\displaystyle E} noch mit zusätzlichen Strukturen ausgestattet sein. Für {\displaystyle \Omega } brauchen wir
- ein System {\displaystyle \Sigma }, welches alle möglichen Ereignisse enthält,
- eine Funktion {\displaystyle P:\Sigma \to [0,1]}, welche den möglichen Ereignissen aus {\displaystyle \Sigma } eine Wahrscheinlichkeit zuordnet.

Aus technischer Sicht verwendet man hierfür die Maßtheorie, was zum Begriff des Wahrscheinlichkeitsraumes {\displaystyle (\Omega ,\Sigma ,P)} führt, wobei {\displaystyle \Sigma } eine sogenannte σ-Algebra und {\displaystyle P} ein Wahrscheinlichkeitsmaß ist. Für {\displaystyle E} brauchen wir etwas ähnliches, welches mit der Struktur auf {\displaystyle \Omega } verträglich ist.
Konkret brauchen wir für {\displaystyle E} ein System {\displaystyle \Sigma '}, welches mit dem System {\displaystyle \Sigma } von {\displaystyle \Omega } verträglich ist. Dies führt zum Begriff der Messbarkeit. Es soll gelten
- für jedes Element {\displaystyle A\in \Sigma '} muss das Urbild unter der Zufallsvariable, das bedeutet die Menge {\displaystyle B:=X^{-1}(A)}, ein Ereignis in dem System {\displaystyle \Sigma } sein, das bedeutet {\displaystyle B\in \Sigma }.

Wenn diese Eigenschaft gilt, dann nennen wir {\displaystyle X} eine {\displaystyle (\Sigma ,\Sigma ')}-messbare Funktion. Zufallsvariablen erfüllen diese Eigenschaft (für ein {\displaystyle \Sigma } und {\displaystyle \Sigma '}) und sind messbare Funktionen.
Als Letztes ermöglicht uns die Messbarkeit, das Wahrscheinlichkeitsmaß {\displaystyle P} auf den Raum {\displaystyle (E,\Sigma ')} zu übertragen. Dies führt zum Begriff der Wahrscheinlichkeitsverteilung, welche als sogenanntes Bildmaß unter der Zufallsvariable {\displaystyle X} durch {\displaystyle P^{X}(A)=P\left(X^{-1}(A)\right)} für alle {\displaystyle A\in \Sigma '} definiert ist.

## Definition
Als Zufallsvariable bezeichnet man eine messbare Funktion von einem Wahrscheinlichkeitsraum in einen Messraum.
Eine formale mathematische Definition lässt sich wie folgt geben:
Es seien {\displaystyle (\Omega ,\Sigma ,P)} ein Wahrscheinlichkeitsraum und {\displaystyle (E,\Sigma ')} ein Messraum. Eine {\displaystyle (\Sigma ,\Sigma ')}-messbare Funktion {\displaystyle X\colon \Omega \to E} heißt dann eine {\displaystyle E}-Zufallsvariable auf {\displaystyle \Omega } oder einfach nur Zufallsvariable.

### Beispiel: Zweimaliger Würfelwurf

Summe von zwei Würfeln:

Das Experiment, mit einem fairen Würfel zweimal zu würfeln, lässt sich mit folgendem Wahrscheinlichkeitsraum {\displaystyle (\Omega ,\Sigma ,P)} modellieren:
- {\displaystyle \Omega } ist die Menge der 36 möglichen Ergebnisse {\displaystyle \Omega =\{(1,1),(1,2),\dotsc ,(6,5),(6,6)\}}
- {\displaystyle \Sigma } ist die Potenzmenge von {\displaystyle \Omega }
- Will man zwei unabhängige Würfe mit einem fairen Würfel modellieren, so setzt man alle 36 Ergebnisse gleich wahrscheinlich, wählt also das Wahrscheinlichkeitsmaß {\displaystyle P} als {\displaystyle P\left(\{(n_{1},n_{2})\}\right)={\tfrac {1}{36}}} für {\displaystyle n_{1},n_{2}\in \{1,2,3,4,5,6\}}.

Die Zufallsvariablen {\displaystyle X_{1}} (gewürfelte Zahl des ersten Würfels), {\displaystyle X_{2}} (gewürfelte Zahl des zweiten Würfels) und {\displaystyle S} (Augensumme des ersten und zweiten Würfels) werden als folgende Funktionen definiert:
1. {\displaystyle X_{1}\colon \Omega \to \mathbb {R} ;\quad \left(n_{1},n_{2}\right)\mapsto n_{1},}
2. {\displaystyle X_{2}\colon \Omega \to \mathbb {R} ;\quad \left(n_{1},n_{2}\right)\mapsto n_{2},} und
3. {\displaystyle S\colon \Omega \to \mathbb {R} ;\quad \left(n_{1},n_{2}\right)\mapsto n_{1}+n_{2},}

wobei für {\displaystyle \Sigma '} die borelsche σ-Algebra auf den reellen Zahlen gewählt wird.

### Bemerkungen
In der Regel wird auf die konkrete Angabe der zugehörigen Räume verzichtet; es wird angenommen, dass aus dem Kontext klar ist, welcher Wahrscheinlichkeitsraum auf {\displaystyle \Omega } und welcher Messraum auf {\displaystyle E} gemeint ist.
Bei einer endlichen Ergebnismenge {\displaystyle \Omega } wird {\displaystyle \Sigma } meistens als die Potenzmenge von {\displaystyle \Omega } gewählt. Die Forderung, dass die verwendete Funktion messbar ist, ist dann immer erfüllt. Messbarkeit wird erst wirklich bedeutsam, wenn die Ergebnismenge {\displaystyle \Omega } überabzählbar viele Elemente enthält.
Einige Klassen von Zufallsvariablen mit bestimmten Wahrscheinlichkeits- und Messräumen werden besonders häufig verwendet. Diese werden teilweise mit Hilfe alternativer Definitionen eingeführt, die keine Kenntnisse der Maßtheorie voraussetzen:

### Reelle Zufallsvariable
Bei reellen Zufallsvariablen ist der Bildraum die Menge {\displaystyle \mathbb {R} } der reellen Zahlen versehen mit der borelschen {\displaystyle \sigma }-Algebra. Die allgemeine Definition von Zufallsvariablen lässt sich in diesem Fall zur folgenden Definition vereinfachen:
Eine reelle Zufallsvariable ist eine Funktion {\displaystyle X\colon \Omega \to \mathbb {R} }, die jedem Ergebnis {\displaystyle \omega } aus einer Ergebnismenge {\displaystyle \Omega } eine reelle Zahl {\displaystyle X(\omega )} zuordnet und die folgende Messbarkeitsbedingung erfüllt:
{\displaystyle \forall x\in \mathbb {R} :\ \lbrace \omega \mid X(\omega )\leq x\rbrace \in \Sigma }
Das bedeutet, dass die Menge aller Ergebnisse, deren Realisierung unterhalb eines bestimmten Wertes liegt, ein Ereignis bilden muss.
Im Beispiel des zweimaligen Würfelns sind {\displaystyle X_{1}}, {\displaystyle X_{2}} und {\displaystyle S} jeweils reelle Zufallsvariablen.

### Mehrdimensionale Zufallsvariable
Eine mehrdimensionale Zufallsvariable ist eine messbare Abbildung {\displaystyle X\colon \Omega \to \mathbb {R} ^{n}} für eine Dimension {\displaystyle n\in \mathbb {N} }. Sie wird auch als Zufallsvektor bezeichnet. Damit ist {\displaystyle X=(X_{1},\dotsc ,X_{n})} gleichzeitig ein Vektor von einzelnen reellen Zufallsvariablen {\displaystyle X_{i}\colon \Omega \to \mathbb {R} }, die alle auf dem gleichen Wahrscheinlichkeitsraum definiert sind. Die Verteilung von {\displaystyle X} wird als multivariat bezeichnet, die Verteilungen der Komponenten {\displaystyle X_{i}} nennt man auch Randverteilungen. Die mehrdimensionalen Entsprechungen von Erwartungswert und Varianz sind der Erwartungswertvektor und die Kovarianzmatrix.
Im Beispiel des zweimaligen Würfelns ist {\displaystyle X=(X_{1},X_{2})} eine zweidimensionale Zufallsvariable.
Zufallsvektoren sollten nicht mit Wahrscheinlichkeitsvektoren (auch stochastische Vektoren genannt) verwechselt werden. Diese sind Elemente des {\displaystyle \mathbb {R} ^{n}}, deren Komponenten positiv sind und deren Summe 1 ergibt. Sie beschreiben die Wahrscheinlichkeitsmaße auf Mengen mit {\displaystyle n} Elementen.

### Komplexe Zufallsvariable
Bei komplexen Zufallsvariablen ist der Bildraum die Menge {\displaystyle \mathbb {C} } der komplexen Zahlen versehen mit der durch die kanonische Vektorraumisomorphie zwischen {\displaystyle \mathbb {C} } und {\displaystyle \mathbb {R} ^{2}} „geerbten“ borelschen σ-Algebra. {\displaystyle X} ist genau dann eine Zufallsvariable, wenn Realteil {\displaystyle \operatorname {Re} (X)} und Imaginärteil {\displaystyle \operatorname {Im} (X)} jeweils reelle Zufallsvariablen sind.

### Numerische oder erweiterte Zufallsvariable
Der Begriff Zufallsvariable ohne weitere Charakterisierung bedeutet meistens – und fast immer in anwendungsnahen Darstellungen – reelle Zufallsvariable. Zur Unterscheidung von einer solchen wird eine Zufallsvariable mit Werten in den erweiterten reellen Zahlen {\displaystyle \mathbb {R} \cup \{-\infty ,\infty \}} als numerische Zufallsvariable – entsprechend der Terminologie der numerischen Funktion – oder als erweiterte Zufallsvariable (engl. extended random variable) bezeichnet. Es gibt aber auch eine abweichende Terminologie, bei der Zufallsvariable eine numerische Zufallsvariable bezeichnet und eine reelle Zufallsvariable immer als solche bezeichnet wird.

### Zufallselement
In der Literatur wird die obige Definition der Zufallsvariable manchmal für den Begriff Zufallselement oder zufälliges Element (resp. englisch random element) verwendet, um reelle Zufallsvariablen {\displaystyle \Omega \to \mathbb {R} } von allgemeineren Objekten wie dem Zufallsvektor, dem zufälligen Maß, der Zufallsfunktion, der Zufallsmenge, der Zufallsmatrix usw. zu unterscheiden.

## Die Verteilung von Zufallsvariablen, Existenz
Eng verknüpft mit dem eher technischen Begriff einer Zufallsvariablen ist der Begriff der auf dem Bildraum von {\displaystyle X} induzierten Wahrscheinlichkeitsverteilung. Mitunter werden beide Begriffe auch synonym verwendet. Formal wird die Verteilung {\displaystyle P^{X}} einer Zufallsvariablen {\displaystyle X} als das Bildmaß des Wahrscheinlichkeitsmaßes {\displaystyle P} definiert, also
{\displaystyle P^{X}(A)=P\left(X^{-1}(A)\right)} für alle {\displaystyle A\in \Sigma '}, wobei {\displaystyle \Sigma '} die auf dem Bildraum der Zufallsvariable {\displaystyle X} gegebene σ-Algebra ist.
Statt {\displaystyle P^{X}} werden in der Literatur für die Verteilung von {\displaystyle X} auch die Schreibweisen {\displaystyle P_{X},X(P)} oder {\displaystyle P\circ X^{-1}} verwendet.
Spricht man also beispielsweise von einer normalverteilten Zufallsvariablen, so ist damit eine Zufallsvariable mit Werten in den reellen Zahlen gemeint, deren Verteilung einer Normalverteilung entspricht.
Eigenschaften, welche sich allein über gemeinsame Verteilungen von Zufallsvariablen ausdrücken lassen, werden auch wahrscheinlichkeitstheoretisch genannt. Für Behandlung solcher Eigenschaften ist es nicht notwendig, die konkrete Gestalt des (Hintergrund-)Wahrscheinlichkeitsraumes zu kennen, auf dem die Zufallsvariablen definiert sind.
Häufig wird deswegen von einer Zufallsvariablen lediglich die Verteilungsfunktion angegeben und der zu Grunde liegende Wahrscheinlichkeitsraum offen gelassen. Dies ist vom Standpunkt der Mathematik erlaubt, sofern es tatsächlich einen Wahrscheinlichkeitsraum gibt, der eine Zufallsvariable mit der gegebenen Verteilung erzeugen kann. Ein solcher Wahrscheinlichkeitsraum {\displaystyle (\Omega ,\Sigma ,P)} lässt sich aber zu einer konkreten Verteilung leicht angeben, indem beispielsweise {\displaystyle \Omega =\mathbb {R} }, {\displaystyle \Sigma } als die Borelsche σ-Algebra auf den reellen Zahlen und {\displaystyle P} als das durch die Verteilungsfunktion induzierte Lebesgue-Stieltjes-Maß gewählt wird. Als Zufallsvariable kann dann die identische Abbildung {\displaystyle X\colon \mathbb {R} \to \mathbb {R} } mit {\displaystyle X(\omega )=\omega } gewählt werden.
Wenn eine Familie von Zufallsvariablen betrachtet wird, reicht es aus wahrscheinlichkeitstheoretischer Perspektive genauso, die gemeinsame Verteilung  der Zufallsvariablen anzugeben, die Gestalt des Wahrscheinlichkeitsraums kann wiederum offen gelassen werden.
Die Frage nach der konkreten Gestalt des Wahrscheinlichkeitsraumes tritt also in den Hintergrund, es ist jedoch von Interesse, ob zu einer Familie von Zufallsvariablen mit vorgegebenen endlichdimensionalen gemeinsamen Verteilungen ein Wahrscheinlichkeitsraum existiert, auf dem sie sich gemeinsam definieren lassen. Diese Frage wird für unabhängige Zufallsvariablen durch einen Existenzsatz von É. Borel gelöst, der besagt, dass man im Prinzip auf den von Einheitsintervall und Lebesgue-Maß gebildeten Wahrscheinlichkeitsraum zurückgreifen kann. Ein möglicher Beweis nutzt, dass sich die binären Nachkommastellen der reellen Zahlen in [0,1] als ineinander verschachtelte Bernoulli-Folgen betrachten lassen (ähnlich Hilberts Hotel).

## Mathematische Attribute für Zufallsvariablen
Verschiedene mathematische Attribute, die teilweise denen für allgemeine Funktionen entlehnt sind, finden bei Zufallsvariablen Anwendung. Die häufigsten werden in der folgenden Zusammenstellung kurz erklärt:

### Diskret
Eine Zufallsvariable wird als diskret bezeichnet, wenn sie nur endlich viele oder abzählbar unendlich viele Werte annimmt, oder etwas allgemeiner, wenn ihre Verteilung eine diskrete Wahrscheinlichkeitsverteilung ist. Im obigen Beispiel des zweimaligen Würfelns sind alle drei Zufallsvariablen {\displaystyle X_{1}}, {\displaystyle X_{2}} und {\displaystyle S} diskret. Ein weiteres Beispiel für diskrete Zufallsvariablen sind zufällige Permutationen.

### Konstant
Eine Zufallsvariable wird als konstant bezeichnet, wenn sie nur einen Wert annimmt: {\displaystyle X(\omega )=c} für alle {\displaystyle \omega \in \Omega }. Sie ist ein Spezialfall einer diskreten Zufallsvariable.
Es gilt
{\displaystyle (\forall \omega \in \Omega \colon X(\omega )=c)\implies P(X=c)=1},
die Umkehrung gilt im Allgemeinen nicht. Eine Zufallsvariable, die nur die rechte Seite erfüllt, heißt fast sicher konstant.

### Unabhängig
Zwei reelle Zufallsvariablen {\displaystyle X,Y} heißen unabhängig, wenn für je zwei Intervalle {\displaystyle [a_{1},b_{1}]} und {\displaystyle [a_{2},b_{2}]} die Ereignisse {\displaystyle E_{X}:=\{\omega |X(\omega )\in [a_{1},b_{1}]\}} und {\displaystyle E_{Y}:=\{\omega |Y(\omega )\in [a_{2},b_{2}]\}} stochastisch unabhängig sind. Das sind sie, wenn gilt: {\displaystyle P(E_{X}\cap E_{Y})=P(E_{X})P(E_{Y})}.
In obigem Beispiel sind {\displaystyle X_{1}} und {\displaystyle X_{2}} unabhängig voneinander; die Zufallsvariablen {\displaystyle X_{1}} und {\displaystyle S} hingegen nicht.
Unabhängigkeit mehrerer Zufallsvariablen {\displaystyle X_{1},X_{2},\dotsc ,X_{n}} bedeutet, dass das Wahrscheinlichkeitsmaß {\displaystyle P_{X}} des Zufallsvektors {\displaystyle X=\left(X_{1},X_{2},\dotsc ,X_{n}\right)} dem Produktmaß der Wahrscheinlichkeitsmaße der Komponenten, also dem Produktmaß von {\displaystyle P_{X_{1}},P_{X_{2}},\dotsc ,P_{X_{n}}} entspricht. So lässt sich beispielsweise dreimaliges unabhängiges Würfeln durch den Wahrscheinlichkeitsraum {\displaystyle (\Omega ,\Sigma ,P)} mit
{\displaystyle \Omega =\{1,2,3,4,5,6\}^{3}},
{\displaystyle \Sigma } der Potenzmenge von {\displaystyle \Omega } und
{\displaystyle P\left(\left(n_{1},n_{2},n_{3}\right)\right)={\frac {1}{6^{3}}}={\frac {1}{216}}}
modellieren; die Zufallsvariable „Ergebnis des {\displaystyle k}-ten Wurfes“ ist dann
{\displaystyle X_{k}\left(n_{1},n_{2},n_{3}\right)=n_{k}} für {\displaystyle k\in \{1,2,3\}}.
Die Konstruktion eines entsprechenden Wahrscheinlichkeitsraums für eine beliebige Familie unabhängiger Zufallsvariable mit gegebenen Verteilungen ist ebenfalls möglich.

### Identisch verteilt
Zwei oder mehr Zufallsvariablen heißen identisch verteilt (bzw. i.d. für identically distributed), wenn ihre induzierten Wahrscheinlichkeitsverteilungen gleich sind. In Beispiel des zweimaligen Würfelns sind {\displaystyle X_{1}}, {\displaystyle X_{2}} identisch verteilt; die Zufallsvariablen {\displaystyle X_{1}} und {\displaystyle S} hingegen nicht.

### Unabhängig und identisch verteilt
Häufig werden Folgen von Zufallsvariablen untersucht, die sowohl unabhängig als auch identisch verteilt sind; demnach spricht man von unabhängigen, identisch verteilten Zufallsvariablen, üblicherweise mit u.i.v. bzw. i.i.d. (für independent and identically distributed) abgekürzt.
In obigem Beispiel des dreimaligen Würfelns sind {\displaystyle X_{1}}, {\displaystyle X_{2}} und {\displaystyle X_{3}} u.i.v. Die Summe der ersten beiden Würfe {\displaystyle S_{1,2}=X_{1}+X_{2}} und die Summe des zweiten und dritten Wurfs {\displaystyle S_{2,3}=X_{2}+X_{3}} sind zwar identisch verteilt, aber nicht unabhängig. Dagegen sind {\displaystyle S_{1,2}} und {\displaystyle X_{3}} unabhängig, aber nicht identisch verteilt.

### Austauschbar
Austauschbare Familien von Zufallsvariablen sind Familien, deren Verteilung sich nicht ändert, wenn man endlich viele Zufallsvariablen in der Familie vertauscht. Austauschbare Familien sind stets identisch verteilt, aber nicht notwendigerweise unabhängig.

## Mathematische Attribute für reelle Zufallsvariablen

### Kenngrößen
Zur Charakterisierung von Zufallsvariablen dienen einige wenige Funktionen, die wesentliche mathematische Eigenschaften der jeweiligen Zufallsvariable beschreiben. Die wichtigste dieser Funktionen ist die Verteilungsfunktion, die Auskunft darüber gibt, mit welcher Wahrscheinlichkeit die Zufallsvariable einen Wert bis zu einer vorgegebenen Schranke annimmt, beispielsweise die Wahrscheinlichkeit, höchstens eine Vier zu würfeln. Bei stetigen Zufallsvariablen wird diese durch die Wahrscheinlichkeitsdichte ergänzt, mit der die Wahrscheinlichkeit berechnet werden kann, dass die Werte einer Zufallsvariablen innerhalb eines bestimmten Intervalls liegen. Des Weiteren sind Kennzahlen wie der Erwartungswert, die Varianz oder höhere mathematische Momente von Interesse.

### Stetig oder kontinuierlich
Das Attribut stetig wird für unterschiedliche Eigenschaften verwendet.
- Eine reelle Zufallsvariable wird als stetig (oder auch absolut stetig) bezeichnet, wenn sie eine Dichte besitzt (ihre Verteilung absolutstetig bezüglich des Lebesgue-Maßes ist).
- Eine reelle Zufallsvariable wird als stetig bezeichnet, wenn sie eine stetige Verteilungsfunktion besitzt. Insbesondere bedeutet das, dass {\displaystyle P(\{X=x\})=0} für alle {\displaystyle x\in \mathbb {R} } gilt.

### Verteilungsfunktion
Eine reelle Zufallsvariable {\displaystyle X} mit der Wahrscheinlichkeitsverteilung {\displaystyle P_{X}} hat die Verteilungsfunktion
{\displaystyle F_{X}(x)=P_{X}((-\infty ,x]),\quad x\in \mathbb {R} \;.}

### Transformation
Wenn eine reelle Zufallsvariable {\displaystyle X} auf dem Ergebnisraum {\displaystyle \Omega } und eine messbare Funktion {\displaystyle g\colon \mathbb {R} \to \mathbb {R} } gegeben ist, dann ist auch {\displaystyle Y=g(X)} eine Zufallsvariable auf demselben Ergebnisraum, da die Verknüpfung messbarer Funktionen wieder messbar ist. {\displaystyle g(X)} wird auch als Transformation der Zufallsvariablen {\displaystyle X} unter {\displaystyle g} bezeichnet. Die gleiche Methode, mit der man von einem Wahrscheinlichkeitsraum {\displaystyle (\Omega ,\Sigma ,P)} nach
{\displaystyle (\mathbb {R} ,{\mathcal {B}}(\mathbb {R} ),P^{X})} gelangt, kann benutzt werden, um die Verteilung von {\displaystyle Y} zu erhalten.
Die Verteilungsfunktion {\displaystyle F_{Y}} der transformierten Zufallsvariablen {\displaystyle Y=g(X)} kann mit der Wahrscheinlichkeitsverteilung {\displaystyle P_{X}} bestimmt werden
{\displaystyle F_{Y}(y)=\operatorname {P} (g(X)\leq y),\quad y\in \mathbb {R} }.

#### Beispiel
Es sei {\displaystyle X} eine reelle Zufallsvariable mit stetiger Verteilungsfunktion {\displaystyle F_{X}}. Dann ist die Verteilungsfunktion {\displaystyle F_{Y}} der Zufallsvariablen {\displaystyle Y=X^{2}} durch
{\displaystyle F_{Y}(y)=\operatorname {P} (X^{2}\leq y)={\begin{cases}0&{\text{falls }}y<0\\F_{X}\left({\sqrt {y}}\right)-F_{X}\left(-{\sqrt {y}}\right)&{\text{falls }}y\geq 0\\\end{cases}}}
gegeben.

### Erwartungswert
Der Erwartungswert einer quasi-integrierbaren Zufallsgröße {\displaystyle X} von {\displaystyle (\Omega ,\Sigma ,P)} nach {\displaystyle ({\bar {\mathbb {R} }},{\mathcal {B}}({\bar {\mathbb {R} }}))} mit der Verteilung {\displaystyle P_{X}} ist
{\displaystyle \operatorname {E} [X]=\int _{\Omega }X(\omega )\mathrm {d} P(\omega )=\int _{\mathbb {R} }x\mathrm {d} P_{X}(x)\,}.

### Integrierbar und quasi-integrierbar
Eine Zufallsvariable heißt integrierbar, wenn der Erwartungswert der Zufallsvariable existiert und endlich ist. Die Zufallsvariable heißt quasi-integrierbar, wenn der Erwartungswert existiert, möglicherweise aber unendlich ist. Jede integrierbare Zufallsvariable ist folglich auch quasi-integrierbar.

### Standardisierung
Eine Zufallsvariable nennt man standardisiert, wenn ihr Erwartungswert 0 und ihre Varianz 1 ist. Die Transformation einer Zufallsvariable {\displaystyle Y} in eine standardisierte Zufallsvariable
{\displaystyle Z={\frac {Y-\operatorname {E} (Y)}{\sqrt {\operatorname {Var} (Y)}}}}
bezeichnet man als Standardisierung der Zufallsvariable {\displaystyle Y}.

## Sonstiges
- Zeitlich zusammenhängende Zufallsvariablen können auch als stochastischer Prozess aufgefasst werden.
- Eine Folge von Realisierungen einer Zufallsvariable nennt man auch Zufallsfolge oder Zufallssequenz.
- Eine Zufallsvariable {\displaystyle X\colon \Omega \to \mathbb {R} ^{n}} erzeugt eine σ-Algebra {\displaystyle {\mathcal {F}}_{X}({\mathcal {B}}):=\{X^{-1}(B)|B\in {\mathcal {B}}(\mathbb {R} ^{n})\}}, wobei {\displaystyle {\mathcal {B}}(\mathbb {R} ^{n})} die Borelsche σ-Algebra des {\displaystyle \mathbb {R} ^{n}} ist.
- Es gibt Zufallsvariablen, die weder diskret noch stetig sind. Ein Beispiel ist die Lebensdauer {\displaystyle T} einer Maschine. {\displaystyle T} ist eine Zufallsvariable mit {\displaystyle 0<P(T=0)<1} (und daher nicht stetig), weil eine Maschine eine Wahrscheinlichkeit hat, von Anfang nicht zu funktionieren. Außerdem ist {\displaystyle P(T=t_{0})=0} für alle {\displaystyle t_{0}>0} (und daher ist {\displaystyle T} nicht diskret).[30] Ein anderes Beispiel ist die Wartezeit eines Autos vor einer Ampel.[31] Man kann in diesen Fällen eine Zerlegung in eine Summe aus einer stetigen und einer diskreten Zufallsvariablen vornehmen.